# Voorbelasten
Voorbelasten is in de weg- en waterbouw een techniek voor het bouwrijp maken van grond met onvoldoende draagkracht. Als dergelijke grond niet wordt voorbelast, kunnen er zettingen (verzakkingen van de grond) ontstaan en kan de nieuw te bouwen constructie beschadigen.
Bij het voorbelasten wordt eerst de te verwachten zetting berekend. Op basis daarvan wordt een berekende hoeveelheid zand of grond op het maaiveld geplaatst, de voorbelasting, waardoor er veel druk op de bouwgrond komt en de verwachte zetting versneld zal optreden. De bouwgrond wordt namelijk in elkaar gedrukt en zal daardoor verdichten. Met behulp van zakbaken wordt het verloop van de zetting gemeten. Zodra de berekende zetting bereikt is, kan de voorbelasting weer worden verwijderd. Indien de gemeten zetting (in de tijd gemeten) afwijkt van de berekende zetting dan kan dit aanleiding zijn om de voorbelasting langer of korter aanwezig te laten.
Om het zettingsproces te versnellen kan ook nog (verticale) drainage met grindpalen worden toegepast om de druk in het grondwater sneller te laten afnemen.